# Wassermühle Worin

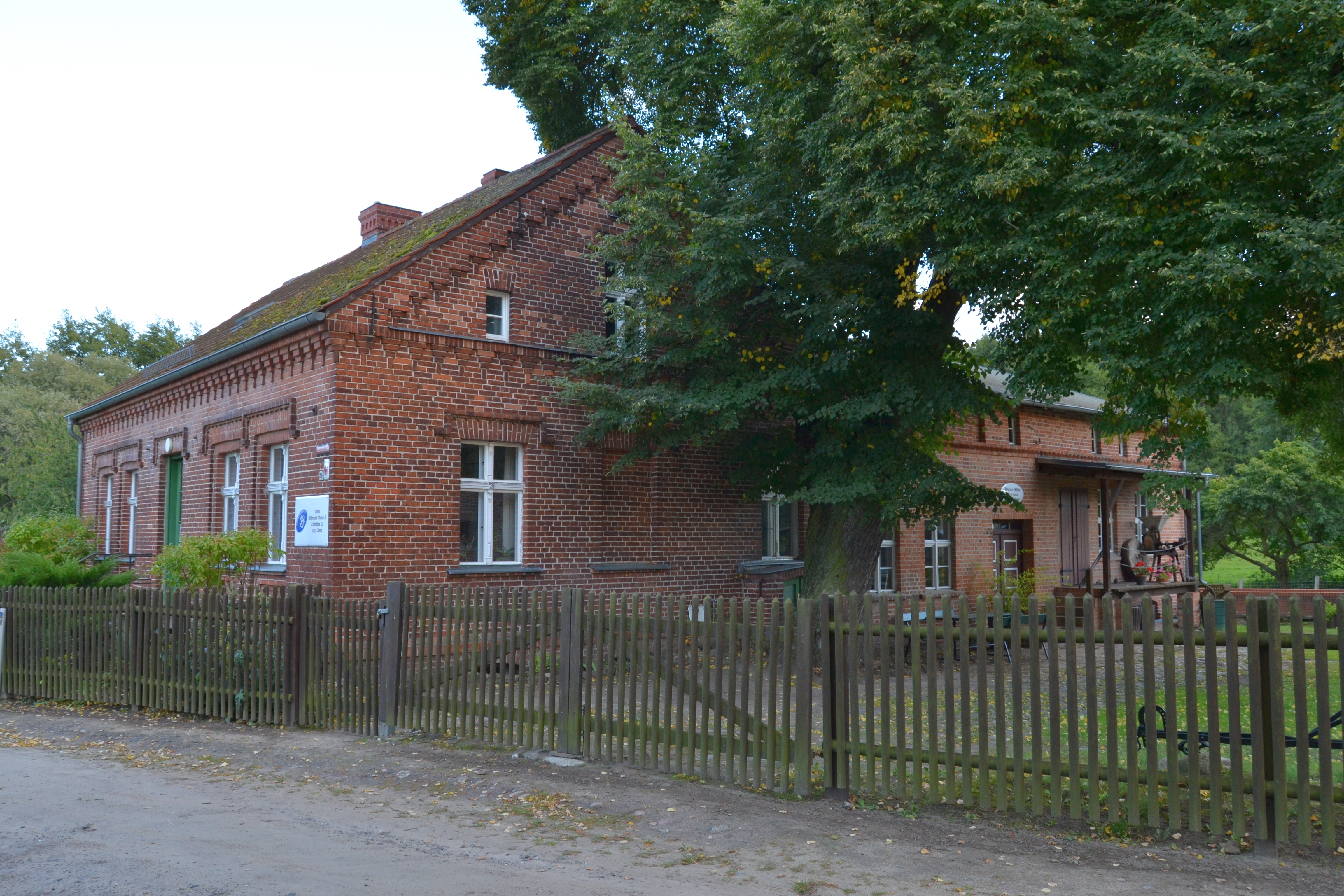
Wassermühle Worin

Die Wassermühle Worin ist eine denkmalgeschützte Wassermühle aus dem 14. Jahrhundert in Worin, einem Ortsteil der Gemeinde Vierlinden im Landkreis Märkisch-Oderland im Land Brandenburg.

## Lage
Die Lösnitzstraße umspannt den südlichen Bereich des ellipsenförmigen Dorfangers von Worin. Südlich führt die Straße des Friedens aus dem Ort. Sie quert die Lechnitz, den Abfluss des Haussees, der die Mühle zu einer früheren Zeit mit Wasser versorgte.

## Geschichte

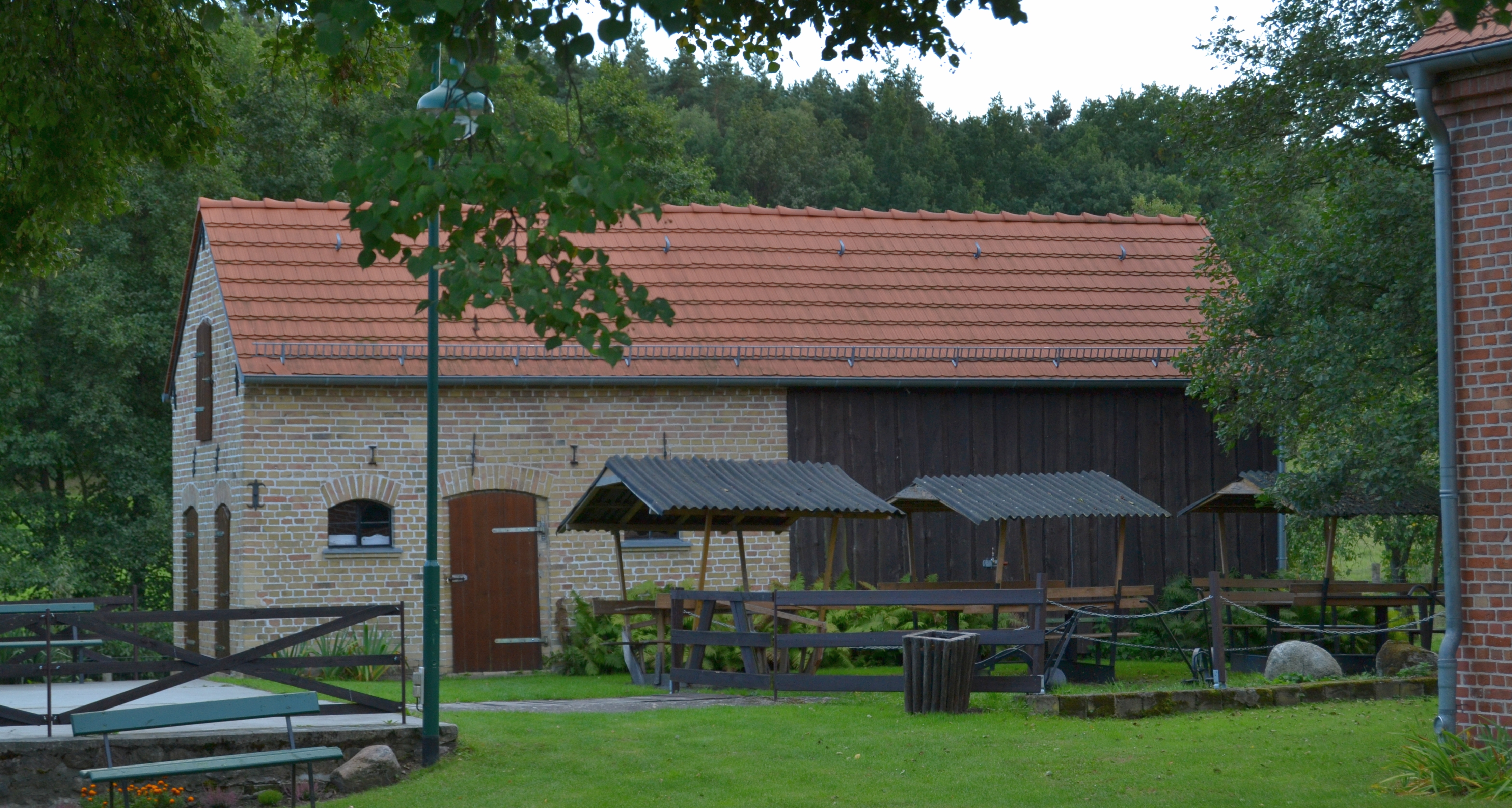
Nebengebäude

Die Mühle wurde erstmals im Jahr 1398 schriftlich erwähnt. Als Besitzer ist im Jahr 1399 die Familie derer von Beerfelde überliefert. Sie verfügten über ein Gut, einen Hof, eine Schäferei, drei Gefilde Acker, 18 wüste Hufen sowie die besagte Mühle. Eine Informationstafel am Gebäude besagt, dass sie im Jahr 1642 nachweislich als Mühle mit einem Wasserrad betrieben wurde. Nach dem Dreißigjährigen Krieg lebte im Ort lediglich noch ein Kötter, weitere fünf Hufen lagen wüst. Die Mühle wird aber ebenso wie ein Schäfer im Jahr 1654 (wieder?) erwähnt. Eine weitere Erwähnung existiert aus dem Jahr 1745. Zu dieser Zeit wurde sie als Wassermühle mit einem Mahl- oder Schrotgang betrieben. 1801 hatte sich der Ort wieder von erholt und zählte 106 Einwohner, die 13 Feuerstellen betrieben. Neben einer Wassermühle sind zwei Köttner, sechs Büdner, zwei Einlieger, eine Schmiede und ein Krug bekannt.
Um 1825 entstanden um die Mühle weitere Gebäude. Um 1890 erfolgte ein grundlegender Umbau. Aus dieser Zeit sind im 21. Jahrhundert noch zahlreiche Gerätschaften vorhanden. Ausweislich einer Balkeninschrift aus dem Jahr 1899 vermuten Experten, dass der Umbau in diesem Jahr vollendet wurde. 1914 erwarb der Müller Handke das Bauwerk und betrieb sie über zwei Generationen. 1940 erhielt die Mühle einen elektrischen Antrieb. In den Jahren 1960 bis 1970 wurde in der Mühle nur noch geschrotet. 1985 verkaufte der letzte Eigentümer die Mühle an die Gemeinde Worin. 1992 gründete sich ein Förderverein, der das Bauwerk sanierte und seither betreibt. Neben dem Mühlengebäude ist eine ständige Ausstellung zur Geschichte der letzten Müllerfamilie zu sehen. In zwei weiteren Räumen werden wechselnde Ausstellungen präsentiert.